# Winkerkrabben
Die Winkerkrabben (Uca) sind eine Gattung der Krabben (Brachyura). Sie gehören gemeinsam mit den Reiterkrabben (Gattung Ocypode) und der Gattung Afruca zur Unterfamilie der Ocypodinae innerhalb der Familie Ocypodidae. Zurzeit sind 13 Arten der Winkerkrabben bekannt.

## Merkmale
Die Winkerkrabben haben einen typischen Krabbenhabitus mit einem breiten Panzer auf dem Vorderkörper, der als Carapax bezeichnet wird. Der Hinterleib ist sehr stark zurückgebildet und wird unter den Vorderkörper geschlagen. Der Kopf befindet sich ebenfalls unter dem Carapax und die Augen sitzen auf Stielen an dessen Vorderkante. Die Antennen sind sehr kurz. Im Mundbereich befinden sich außer den Mandibeln und den beiden Maxillenpaaren drei weitere Extremitätenpaare, die zu Mundwerkzeugen umgebildet sind (Maxillipeden).
Wie alle Zehnfußkrebse haben sie fünf Paar Extremitäten, die seitlich am Körper ansetzen. Das erste Beinpaar ist dabei mit Scheren (Chelen) besetzt, während die hinteren vier Paare als Laufbeine dienen. Auffallend für die männlichen Winkerkrabben ist die unterschiedliche Größe der Scheren mit einer sehr stark vergrößerten Schere, die rechts oder links sitzen kann, und einer kleinen Schere. Die Weibchen tragen an beiden Scherenbeinen eine kleine Schere.

## Verbreitung und Lebensraum
Winkerkrabben leben als Strandbewohner weltweit in den tropischen Bereichen, vor allem an den Atlantik- und Pazifikküsten des amerikanischen Doppelkontinents, Australiens und den Inseln des Indopazifik. Eine Art lebt auch an der Küste Westafrikas (Uca tangeri). Sie kommen dabei vor allem an sandigen Strandabschnitten oder im Bereich von Mangrovenwäldern vor.

## Lebensweise

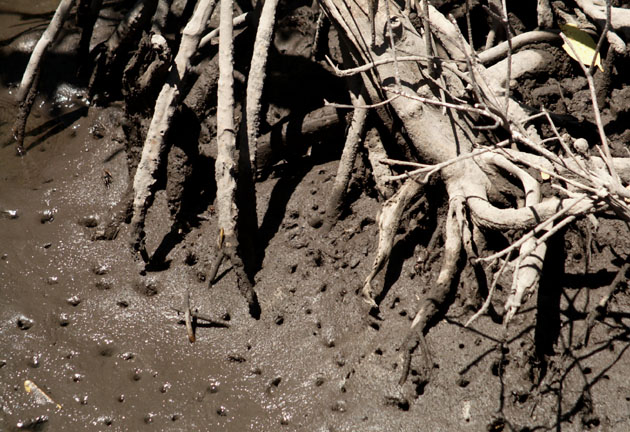
Winkerkrabbenkolonie in einer Mangrove

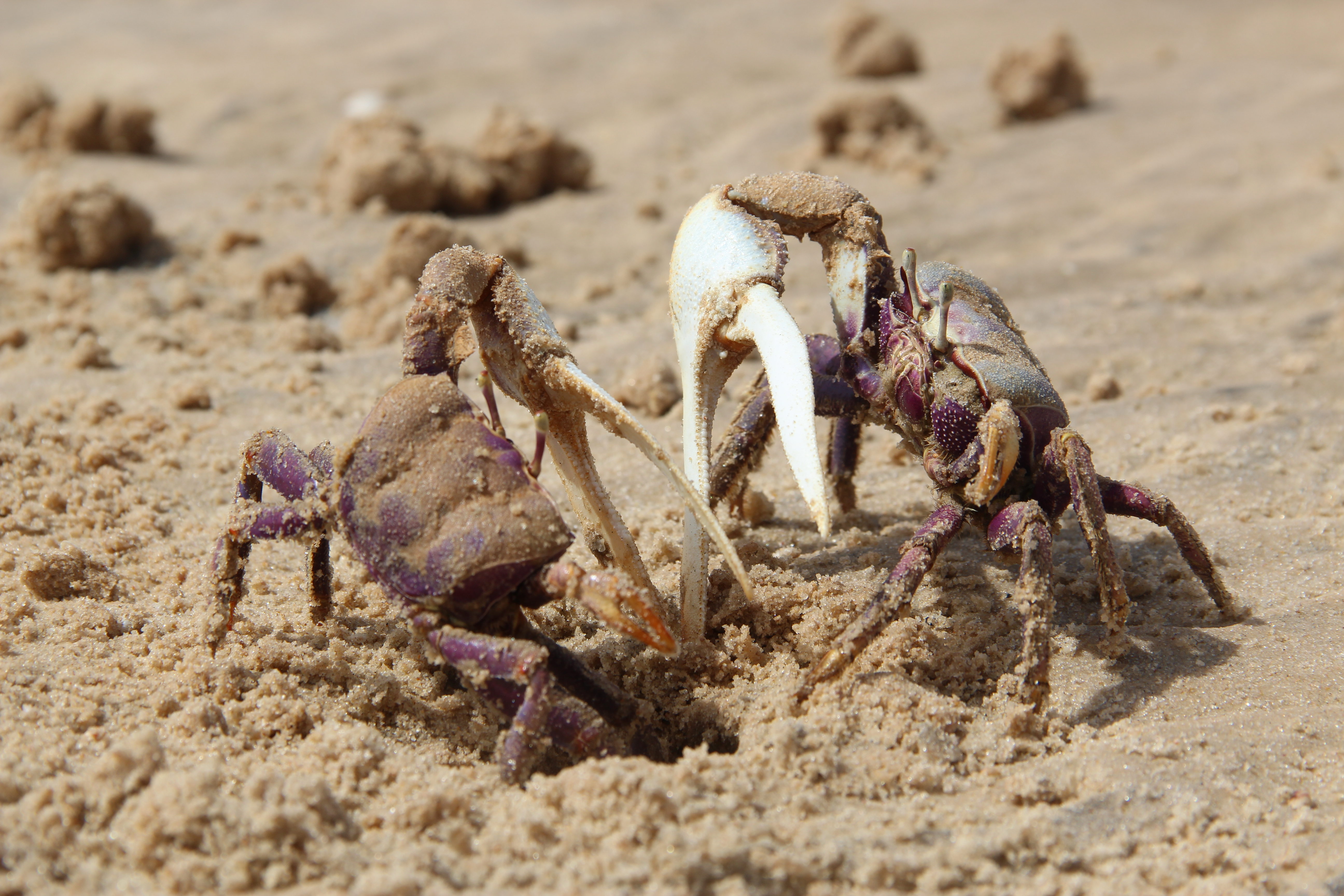
Zwei rivalisierende Europäische Winkerkrabben Männchen in Marokko

Die nacht- und dämmerungsaktiven Winkerkrabben leben meistens aggregiert in großen Ansammlungen im Tidenbereich des Meeres. Dabei sind die einzelnen Wohnhöhlen von einem kleinräumigen Revier umgeben, das von einem Krabbenmännchen verteidigt wird. Die Weibchen bilden ebenfalls Bruthöhlen innerhalb der Kolonie. Während der Flut befinden sich die Tiere in ihren Wohnhöhlen und verlassen diese bei Ebbe zur Nahrungssuche.
An australischen Winkerkrabben konnte Revierverhalten beobachtet werden, bei dem sich benachbarte Revierinhaber während der Verteidigung der Reviere gegenseitig unterstützen, wobei die Unterstützung meistens den schwächeren Rivalen gilt. Diese auf den ersten Blick unlogisch erscheinende Taktik wurde damit erklärt, dass es für die Männchen vorteilhafter ist schwächere Krebse in ihrer Umgebung zu haben, statt sich gegen dominantere Artgenossen durchsetzen zu müssen. Die Revierkämpfe ebenso wie die Rivalenkämpfe während der Fortpflanzungszeit (s. u.) können so heftig sein, dass die eingesetzte große Schere verloren geht. In diesem Fall vergrößert sich mit den nächsten Häutungen die kleine Schere zu der neuen großen Schere, während eine neue kleine Schere gebildet wird.

## Ernährung
Winkerkrabben sind Allesfresser und fressen pflanzliche, tierische und andere Nahrung, die sie bei ihrer Nahrungssuche im trockengefallenen Strandbereich im Detritus finden können. Dabei führen sie die Nahrung mit ihrer kleinen Schere zum Mundraum, was ihnen aufgrund der dabei entstehenden Bewegung den englischen Trivialnamen fiddler crabs einbrachte.

## Fortpflanzung und Entwicklung

Winkendes Männchen der Art Uca perplexa

Zur Partnerfindung kommt es bei den Winkerkrabben zu dem namensgebenden Verhalten der Männchen. Diese stehen an ihren Wohnhöhlen und heben ihre große Schere in einem regelmäßigen Takt an, wodurch eine winkende Geste entsteht. Dabei kommt es zu einer Synchronisation der Männchen einer ganzen Kolonie, die alle im Gleichtakt winken. Dieses Verhalten lockt die Weibchen an, die sich unter den Männchen den passenden Geschlechtspartner suchen. Dabei kommt es außerdem zu Rivalenkämpfen unter den Männchen.
Neue Beobachtungen zeigen, dass das Paarungsverhalten der Weibchen davon abhängig sein kann, wie eine männliche Krabbe das Weibchen bei der Verteidigung des Reviers unterstützt.
Nach der Begattung legt das Weibchen die Eier als Eiballen und befestigt diesen an der Körperunterseite, wo es ihn mit den Extremitäten des eingeschlagenen Hinterleibs festhält. Mit diesem Ballen verbleibt es für die Entwicklungszeit von etwa zwei Wochen in ihrem Bau und verlässt diesen danach, um die schlupfbereiten Eier in das Tidenwasser abzugeben. Im Wasser schlüpft die Larve, die sich über mehrere Stadien zu einer neuen Krabbe entwickelt. Nach einer planktonischen Phase von etwa zwei Wochen kommen die Jungkrabben wieder an Land.
Die Lebensdauer der Krebse ist artabhängig und kann maximal zwei Jahre betragen.

## Systematik
Die Winkerkrabben zählen gemeinsam mit der Gattung Geisterkrabben oder Reiterkrabben (Ocypode), deren Schwestergruppe sie darstellen, zur Familie der Ocypodidae.
Nach der Breite des Carapax zwischen den beiden Augenstielen unterscheidet man innerhalb der Winkerkrabben zwischen zwei Untergattungsgruppen. Dabei stellt die Uca-Gruppe, die Schmalfrontkrabben und die Minuca-Gruppe, die Breitfrontgruppe dar. Die Minuca-Gruppe zeichnet sich zudem durch eine spezifische Haltestruktur des Hinterleibes aus, die der Uca-Gruppe fehlt, weshalb sie als abgeleitete monophyletische Gruppe angesehen wird.
Früher wurden elf Untergattungen unterschieden: Afruca, Australuca, Austruca, Cranuca, Gelasimus, Leptuca, Minuca, Paraleptuca, Tubuca, Uca und Xeruca. Diese Untergattungen wurden zu Gattungen erhoben und in drei Unterfamilien der Ocypodidae zusammengefasst. Uca im engeren Sinn gehört zusammen mit den Gattungen Afruca und Ocypode zur Unterfamilie Ocypodinae.

### Arten
Die Gattung umfasst insgesamt 13 Arten, davon 4 fossile Arten:
- Uca hamlini Rathbun, 1926 †
- Uca heteropleura (Smith, 1870)
- Uca insignis (H. Milne Edwards, 1852)
- Uca intermedia von Prahl & Toro, 1985
- Uca major (Herbst, 1782)
- Uca maracoani (Latreille, 1803)
- Uca miocenica Artal, 2008 †
- Uca monilifera Rathbun, 1914
- Uca nitida (Desmarest, 1817) †
- Uca oldroydi Rathbun, 1926 †
- Uca ornata (Smith, 1870)
- Uca princeps (Smith, 1870)
- Uca stylifera (H. Milne Edwards, 1852)